# Thierry Mouyouma
 (février 2011).
Si vous disposez d'ouvrages ou d'articles de référence ou si vous connaissez des sites web de qualité traitant du thème abordé ici, merci de compléter l'article en donnant les références utiles à sa vérifiabilité et en les liant à la section « Notes et références ».
Thierry Mouyouma, né le 5 janvier 1975 à Franceville au Gabon, est un ancien footballeur international gabonais. Il est, depuis le 9 octobre 2023, le sélectionneur national par intérim des Panthères du Gabon.

## Jeunesse
Thierry Mouyouma commence le football dès son enfance et évolue d'abord au poste d'attaquant au sein de son école dans les ligues scolaires régionales. Il joue à ce poste jusqu'à l'âge de 15 ans et son entrée à l'ESCAP (École Secondaire des Cadets de la Police) aidant, il y suit durant trois années une formation plurisportive (athlétisme et football) qui le conduit notamment à deux titres consécutifs de champion du Gabon du 1500 m. C'est durant cette période que son formateur de l'époque Eyeris, lui demande de changer de poste et procède à sa conversion en défenseur central. Souvent surclassé, il intègre très vite l'équipe première du Vautour Club Mangoungou (VCM) puis de l'ASMO lors de la fusion avec le FC 105. Il côtoie à cette époque, des futurs grands noms du football gabonais tels Léon Mistoul, Roger Délicat, Etoughé Ponpon...

## Carrière

### En club
En 1990, il fait ses débuts en première division gabonaise dans l'effectif du VCM dirigé par Alain Da Costa et Messan Ressort. Jeune et jouant peu, il décide de partir à AS Mangasport au début de la saison 1991/1992 où le coach Bikinda Walker propose d'améliorer son temps de jeu. A la mi-saison 1993, il signe au FC 105 Libreville où il jouera pendant cinq saisons. Au cours de ce passage au FC 105, il effectuera, une première fois, en 1995 un court séjour de six mois à l'USM Malakoff en région parisienne en France.
En 1998, il signe à l'Étoile sportive du Sahel en Tunisie. Il y reste une saison et demie puis, faisant l'objet d'un prêt, il évoluera au cours de l'année 2000 six mois au Club olympique de Médenine alors en première division tunisienne. Après la CAN 2000, il effectuera à nouveau un bref passage au FC 105. Il signe alors pour deux ans avec le club de seconde division portugaise Leixões Sport Club et à l'orée de la saison 2002, il passe un an au FC Felgueiras. 
En 2002, il décide à nouveau de changer de continent et choisit d'évoluer quatre saisons en première division en Afrique du Sud. D'abord au Wits University de Johannesburg, puis à l'Ajax Cape Town. En 2006, c'est l'émirat de Bahreïn au Busaiteen Club qu'il choisit pour évoluer une ultime saison dans l'élite professionnelle pendant un an. Il revient alors au football amateur, d'abord lors de la saison 2007/2008 au SCM Malakoff puis depuis 2008 à l'US La Brède en région bordelaise.
Fait particulier, ce footballeur globe-trotteur a toujours porté le brassard de capitaine dans chacun des clubs où il a évolué. Cela est nul doute dû à une forte capacité d'adaptation et d'aisance relationnelle, et surtout le fait d'une facilité d'apprentissage des langues. En effet, ce polyglotte parle couramment pas moins d'une huitaine de langues et dialectes africains.

### En sélection nationale
Avec le National Azingo puis les panthères du Gabon, Thierry Mouyouma passe par toutes les catégories : cadet, junior et espoir. Défenseur central doté d'une excellente technique et physiquement prêt, sa première sélection chez les A date de juin 1995 au cours du Tournoi des Black Stars au Mali. Lors du match Mali-Gabon, il fêtera sa première cape avec d'autres gloires du football gabonais tels Théodore Zué Nguéma, Francis Koumba et Aurélien Bekogo. Par la suite, il participe aux éliminatoires à la CAN 1996 mais ne sera pas retenu dans la liste finale des 22 du coach Alain Da Costa.
Durant sa carrière internationale, il est sélectionné à 82 reprises, marque 3 buts et connaîtra pas moins de six sélectionneurs (Jean Thissen, Alain Da Costa, Serge Devèze, Antônio Dumas, Jairzinho et Alain Giresse). Il participe à la CAN 2000 au Ghana. De 2000 à 2004, il porte sans discontinue le brassard de capitaine de l'équipe nationale. Il a formé avec François Amégasse puis avec Guy-Roger N'Zeng deux des toutes meilleures charnières centrales de l'histoire du National Azingo. Il prend sa retraite internationale après une dernière sélection lors du match Gabon-Madagascar (4-0) en septembre 2006 afin de laisser éclore l'association entre Moïse Brou Apanga et Bruno Ecuele Manga, le futur de la sélection.

## Palmarès
- 82 sélections, 3 buts
- 3 fois champion du Gabon avec le FC 105 Libreville : 1997, 1998 et 2000
- Vainqueur de la coupe du roi de Bahrein en 2007
- Finaliste de la coupe du Portugal en 2002 avec le Leixões Sport Club face au Sporting Portugal
- Deuxième tour de la coupe de l'UEFA en 2002 avec le Leixões Sport Club contre le PAOK Salonique
- Quart de finaliste de la Ligue des Champions de la CAF avec l'Ajax Cape Town en 2005